# Олга Тодорова – Сирачката
Олга Стефанова Симеонова, по мъж Тодорова, известна като Сирачката, е българска писателка, публицистка и журналистка, съпруга на писателя Сирак Скитник, откъдето идва и прякорът ѝ.

## Характер
Сирачката е родена в семейството на Стефан (1856 – 1908) и Лукса Симеонови, адвамата и братя са икономисти, политици и банкери, едни от първите в Русе след Освобождението. Те построяват днешната сграда на ДСК в града.
Описвана е като „вечно в добро настроение“, „винаги всезнающа“, „почти полиглотка, с изискан вкус“. За нея се говори, че: „Често поглежда през прозореца към чуждия свят и [...] разказва с чувство за далечни и незнайни страни, за политически случки“.